# Списак сликара/Е
| Сликари: A Б В Г Д Ђ Е Ж З И Ј К Л Љ М Н Њ О П Р С Т Ћ У Ф Х Ц Ч Џ Ш |

## Е
Жана Ебитерн (1898—1920), француска сликарка
Дјула Мери Еванс (1875—1951), америчка сликарка и фотограф
Алберт Еделфелт (1854—1905), фински сликар
Дон Еди (рођен 1944), амерички сликар
Еугењуш Ејбиш (1896—1987), пољски сликар
Милтон Ејвери (1885—1965), амерички сликар
Томас Ејкинс (1844—1916), амерички вајар, фотограф и сликар
Кано Ејтоку (1543—1590), јапански сликар
Кристофер Вилхелм Екерсберг (1783—1853), дански сликар
Ото Екман (1865—1902), немачки сликар
Адам Елсхајмер (1578—1610), немачки сликар
Едгар Енде (1901—1965), немачки сликар
Жан Огист Доминик Енгр (1780—1867), француски сликар
Џејмс Енсор (1860—1949), белгијски сликар
СерЏејкоб Епстајн (1880—1959), британски сликар америчког порекла
Макс Ернст (1891—1976), немачки сликар
Луј Ерсне (1777—1860), француски сликар
Ричард Естис (рођен 1936), амерички сликар
Вилијам Ети (1787—1849), британски сликар
Етион (4. век п. н. е.)
Беверли К. Ефингер (рођена 1955), америчка сликарка
М. Ц. Ешер (1898—1972), холандски сликар
| Сликари: A Б В Г Д Ђ Е Ж З И Ј К Л Љ М Н Њ О П Р С Т Ћ У Ф Х Ц Ч Џ Ш |